# Pangio kuhlii
Espèce
Pangio kuhlii, appelé aussi Kuhli ou Loche coolie, Loche léopard, Loche svelte ou encore Serpent d'eau, est un poisson de la famille des Cobitidés dont la forme évoque une anguille ou plutôt un serpent avec son corps long et rayé. On le rencontre en Asie du Sud-Est mais c'est aussi un poisson d'aquarium apprécié.
- Synonymes latins : Acanthophthalmus kuhli et Pangio kuhli.

## Description de l'espèce
C'est un poisson au corps jaune orangé zébré de noir, (certains sont entièrement noirs), semblable à un minuscule serpent. C'est un poisson pacifique et timide, Il vit souvent caché et sort la nuit pour se nourrir. Il n'hésite pas à s'enfouir dans le sable. Il peut manger les flocons traînant au sol, et accepte les vers, vivants et même décongelés. Se débrouille très bien pour se nourrir avec les restes présents au sol.
Origine : Péninsule Malaise et Indonésie.
Taille : 8 à 12 cm

## Maintenance en captivité
| Origine         | Asie du Sud-Est | Eau           | Eau douce   |
| Dureté de l'eau | 1-15 °GH        | pH            | env. 6      |
| Température     | 24 à 30 °C      | Volume mini.  | 50 l        |
| Alimentation    | Omnivore        | Taille adulte | env. 12 cm  |
| Reproduction    |                 | Zone occupée  | Fond, sable |
| Sociabilité     | Paisible        | Difficulté    | Facile      |